# Quartetto Borodin
Il Quartetto Borodin è un quartetto d'archi costituitosi a Mosca nel 1945. È uno dei quartetti più longevi del mondo, avendo festeggiato nel 2005 i 60 anni di attività artistica.
Il quartetto Borodin fu uno dei quartetti sovietici più conosciuti in Occidente durante il periodo della Guerra Fredda grazie ai numerosi concerti negli Stati Uniti e in Europa e attraverso la distribuzione delle loro registrazioni discografiche.
Il quartetto fu strettamente legato al compositore Dmitri Shostakovich, che li consultò personalmente numerose volte durante la composizione dei suoi quartetti. Collaborarono inoltre spesso con il pianista Sviatoslav Richter. Nella loro vasta discografia hanno all'attivo la registrazione dell'integrale dei quartetti di Shostakovich, come anche dei quartetti di Beethoven.
Nonostante nel corso degli anni ci siano stati degli avvicendamenti nella composizione del quartetto, tutti i suoi componenti sono sempre provenuti dal Conservatorio di Mosca.

## Storia
Il quartetto si formò con il nome Quartetto Filarmonico di Mosca, con Mstislav Rostropovich al violoncello, Rostislav Dubinsky e Nina Barshai come primo e secondo violino e Rudolf Barshai come viola, durante una masterclass tenuta da Mikhail Terian, il violista del quartetto Comitas. Rostropovich lasciò il posto di violoncellista dopo poche settimane a Valentin Berlinsky.
Il primo incontro del quartetto con Dmitri Shostakovich avvenne nel 1946 e produsse un rapporto di collaborazione duraturo. Nonostante non abbia mai presentato in prima esecuzione le nuove composizioni di Shostakovich, il quartetto acquistò presto notorietà per le interpretazioni dei quartetti, grazie ai numerosi concerti tenuti nelle sale di tutto il mondo.
Tra le formazioni più celebrate dell'era sovietica, il quartetto si esibì in occasione sia dei funerali di Joseph Stalin che Sergei Prokofiev, deceduti nello stesso giorno del 1953.
Nel 1955 il quartetto cambiò nome nel definitivo Quartetto Borodin, in onore del compositore Alexander Borodin.
Durante l'era sovietica gli ingaggi all'estero del quartetto venivano definiti dalla agenzia di stato sovietica Gosconcert, che spesso aveva voce in capitolo anche riguardo alla scelta del repertorio, provocando malumori sia da parte degli operatori culturali occidentali sia da parte dei membri del quartetto.
Gli anni '70 furono anni difficili per il quartetto, in quanto, dopo 20 anni in cui i componenti della formazione erano rimasti gli stessi, iniziarono gli avvicendamenti. Dubinsky lasciò il paese per trasferirsi in Occidente e il secondo violino, Yaroslav Alexandrov, si ritirò per ragioni di salute. Una volta trovati i sostituti, Berlinsky insistette perché la formazione si ritirasse dalle scene per due anni per poter studiare e ricreare il suono caratteristico del quartetto, con il quale era identificato in tutto il mondo.
Nel suo libro del 1989, Stormy Applause, Dubinsky sostenne la creazione da parte di Berlinsky, membro per sua ammissione del Partito Comunista di un clima di disarmonia, con lotte di potere e sottomissione supina all'autorità sovietica. Interpellato al riguardo, Berlinsky, commentò il libro come "pieno di mezze verità". Quale che sia la verità riguardo a queste controversie, il grande numero di anni come membro di una formazione così rilevante per la storia della musica classica, ben 62, rappresenta per Berlinsky un traguardo notevole, probabilmente unico nella storia del genere del quartetto d'archi.

## Componenti

### Attuali
- Ruben Aharonian (primo violino, 1996- )
- Sergey Lomovsky (secondo violino, 2011- )
- Igor Naidin (viola, 1996- )
- Vladimir Balshin (violoncello, 2007- )

### Passati
- Rostislav Dubinsky (primo violino, 1945-1976)
- Mikhail Kopelman (primo violino, 1976-1996)
- Vladimir Rabei (secondo violino, 1945-1947)
- Nina Barshai (secondo violino, 1947-1953)
- Yaroslav Alexandrov (secondo violino, 1953-1974)
- Andrei Abramenkov (secondo violino, 1974-2011)
- Rudolf Barshai (viola, 1945-1953)
- Dmitri Shebalin (viola, 1953-1996)
- Mstislav Rostropovich (violoncello, 1945)
- Valentin Berlinsky (violoncello, 1945-2007)